# Мельохін Олексій Дмитрович
Олексі́й Дми́трович Мельо́хін (14 березня 1921, село Корольовка, тепер Сергеєвського району, Самарська область, Російська Федерація — 23 липня 2010, місто Москва) — радянський військовий діяч, командуючий 43-ю ракетною армією РВСП, генерал-полковник. Депутат Верховної Ради УРСР 8-го скликання (у 1971—1975 роках).

## Біографія
У Червоній армії — з серпня 1938. У січні 1940 року достроково закінчив Саратовське військове училище прикордонних і внутрішніх військ НКВС СРСР.
Учасник Радянсько-фінської війни. У квітні 1940 року лейтенант О. Д. Мельохін призначений заступником командира прикордонної застави на радянсько-фінському кордоні.
Учасник Радянсько-німецької війни з червня 1941 року. Був помічником начальника прикордонної застави, командиром взводу розвідки. У 1942 році закінчив курси удосконалення офіцерського складу (КУОС) Ленінградського фронту. Служив командиром мотострілецького батальйону, начальник штаба мотострілецького полку. З квітня по грудень 1944 року — командир 456-го стрілецького полку 109-ї стрілецької Ленінградської Червонопрапорної дивізії. під час Виборзької наступальної операції військ Ленінградського фронту в червні 1944 року полк майора Мельохіна з боєм оволодів станцією Куоккала (тепер Репіно).
Після війни командував стрілецьким батальйоном, стрілецьким полком; старший офіцер управління бойової підготовки ВО, на тій же посаді в Головному управлінні кадрів МО СРСР; інспектор Головної інспекції ЗС СРСР; начальник штабу, командир механізованої дивізії; командир танкової дивізії.
По закінченню у 1948 році Військової академії імені Фрунзе проходив службу в Закавказькому військовому окрузі, в Головній інспекції Міністерства оборони СРСР. З 1953 по 1959 був начальником штабу механізованої дивізії, потім командиром механізованої і танкової дивізії в Групі радянських військ в Німеччині.
У 1956 році закінчив Вищі академічні курси при Військовій академії імені Фрунзе. У 1961 році закінчив Академію Генерального штабу СРСР.
З серпня 1961 року по квітень 1968 року — командир 3-го окремого гвардійського ракетного Вітебського Червонопрапорного корпусу (місто Владимир).
З квітня 1968 по липень 1974 року — командувач 43-ї ракетної армії (Вінниця).
З липня 1974 по липень 1987 року — заступник Головнокомандувача Ракетних військ стратегічного призначення (РВСП) СРСР з бойової підготовки — начальник бойової підготовки Ракетних військ, член Військової Ради РВСП СРСР.
У 1987 році вийшов у відставку. Проживав у Москві.

## Звання
- генерал-полковник (1972)

## Нагороди
- три ордени Леніна (1966, 1979, 1984)
- орден Жовтневої революції (1974)
- два ордени Червоного Прапора (1944, 1971)
- орден Трудового Червоного Прапора
- два ордени Вітчизняної війни 1-го ступеня (1944, 1985)
- орден Вітчизняної війни 2-го ступеня (1944)
- орден Олександра Невського (1944)
- два ордени Червоної Зірки (1943, 1953)
- медалі.